# Wracając do korzeni
Wracając do korzeni, oryginalny tytuł Down in the Delta – amerykański dramat filmowy z 1998 roku w reżyserii Maya Angelou. W rolach głównych wystąpili Alfre Woodard, Al Freeman Jr., Esther Rolle, Mary Alice, Loretta Devine czy Wesley Snipes. Światowa premiera odbyła się 5 sierpnia 1998 r.

## Fabuła
Źródło.
Rosa Lynn Sinclair (Mary Alice) wysyła swoją córkę Lorettę (Alfre Woodard) oraz wnuki Thomasa (Mpho Koaho) i Tracy (Kulani Hassen), do rodzinnego domu w Missisipi. Tam kobieta i jej dzieci zamieszkują z jej bratem Earlem (Al Freeman Jr) i jego żoną Annie (Esther Rolle). Annie jest chora, a jej wujek nie jest w stanie oderwać się od pracy. Uzależniona od alkoholu Loretta zaczyna dostrzegać życie na innym poziomie. Alkoholiczka rozpoczyna pracę w restauracji u wuja i na nowo stara się odbudować swoje życie.

## Obsada
- Alfre Woodard jako Loretta Sinclair
- Al Freeman Jr. jako Earl Sinclair
- Esther Rolle jako Annie Sinclair
- Mary Alice jako Rosa Lynn Sinclair
- Loretta Devine jako Zenia
- Anne-Marie Johnson jako Monica Sinclair
- Mpho Koaho jako Thomas Sinclair
- Justin Lord jako dr Rainey
- Wesley Snipes jako Will Sinclair
- Kulani Hassen jako Tracy Sinclair
- Philip Akin jako menadżer